# Božičany
Božičany é uma comuna checa localizada na região de Karlovy Vary, distrito de Karlovy Vary‎.